# بایما، لیشان
بایما، لیشان (به لاتین: Baima) یک شهرک در جمهوری خلق چین است که در بخش شیژونگ، لیشان واقع شده‌است. بایما ۴۴۰ متر بالاتر از سطح دریا واقع شده‌است.